# Plataci
Plataci (albanès Pllatëni) és un municipi italià, dins de la província de Cosenza. L'any 2006 tenia 876 habitants. És un dels municipis on viu la comunitat arbëreshë. Limita amb els municipis d'Albidona, Alessandria del Carretto, Cerchiara di Calabria, Trebisacce i Villapiana.

## Administració
| Període | Identitat       | Partit         |
| ------- | --------------- | -------------- |
| 2006-   | Francesco Tursi | Centreesquerra |